# Солнцева, Юлия Ипполитовна
Ю́лия Ипполи́товна Со́лнцева (настоящая фамилия Пересветова; 25 июля (7 августа) 1901, Москва, — 29 октября 1989, там же) — советская актриса, кинорежиссёр. Народная артистка СССР (1981). Лауреат Сталинской премии второй степени (1949). Первая женщина-режиссёр, удостоенная Приза за лучшую режиссуру на Каннском кинофестивале (1961). Жена и соратница Александра Довженко.

## Биография

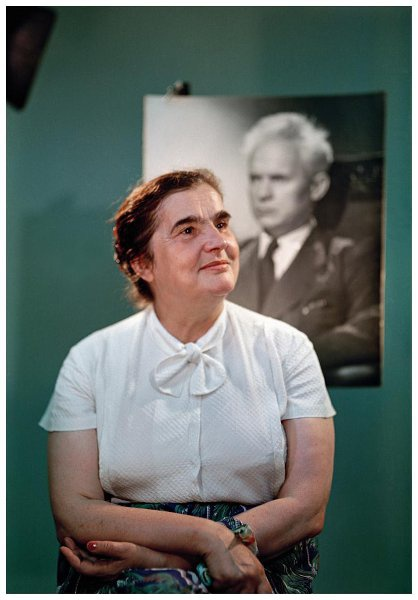
Солнцева в 1961 году

Родилась 25 июля (7 августа) 1901 года в Москве в семье Ипполита Пересветова и Валентины Тимохиной. Мать работала старшим кассиром в Торговом доме «Мюр и Мерилиз» (нынче ЦУМ). Юлия и её брат рано остались без родителей на попечении деда с бабушкой.
После переезда в Санкт-Петербург, куда перевели деда, училась в гимназии. Здесь увлеклась театром, играла в самодеятельной студии.
Училась на историко-филологическом факультете Московского университета, однако ушла оттуда и поступила на актёрские курсы Государственного института музыкальной драмы (ныне ГИТИС).
По окончании института в 1922 году получила приглашение в московский Камерный театр под руководством А. Я. Таирова, где и начался её творческий путь, однако вскоре покинула театр ради кинематографа. В 1924 году исполнила заглавные роли в двух картинах: сыграла королеву Марса Аэлиту в одноимённом фильме Якова Протазанова и Зину Весенину в комедии «Папиросница от Моссельпрома» Юрия Желябужского. «В „Аэлите“ Якова Протазанова дебютантка Солнцева из труппы Камерного театра Таирова крушила футуристическую геометрию Марса неровным дыханием к залетному инженеру с Земли».
С 1929 года работала ассистентом режиссёра на студиях ВУФКУ, Московской кинофабрики «Союзкино» (позже «Мосфильм») и Киевской кинофабрики (позже Киевской киностудии). С 1939 года ставила картины как режиссёр: вначале совместно с мужем Александром Довженко, после его смерти — самостоятельно. Часть из них была основана на нереализованных сценариях мужа.
В июле 1941 года супругов эвакуировали в Уфу, затем — в Ашхабад, куда были свезены все крупнейшие киностудии, объединённые в Центральную студию кинохроники. Солнцева выступила одним из режиссёров документальной трилогии о битве на южных фронтах. С 1946 года работала на «Мосфильме».
В 1961 году за работу над «Повестью пламенных лет» была удостоена Приза за лучшую режиссуру на Каннском кинофестивале, став первой женщиной-лауреатом (второй стала София Коппола лишь 56 лет спустя). Солнцева также была членом жюри Каннского кинофестиваля 1975 года.

Семейное захоронение Ю. Солнцевой и А. Довженко на Новодевичьем кладбище

Юлия Ипполитовна Солнцева скончалась 29 октября 1989 года в Москве. Похоронена на Новодевичьем кладбище (участок № 3) рядом с мужем.

### Семья
- Муж — Александр Петрович Довженко (1894—1956), кинорежиссёр. Познакомились в 1928 году в Одессе, через год расписались[4].

## Фильмография

### Актриса
- 1924 — Аэлита — Аэлита
- 1924 — Папиросница от Моссельпрома — Зина Весенина, папиросница
- 1927 — Леон Кутюрье — Белла, она же Маргарита Кутюрье
- 1928 — Буря — Катя, дочь смотрителя маяка
- 1928 — Глаза, которые видели — Роза, сестра Мотеле
- 1928 — Джимми Хиггинс — Эллен
- 1929 — Две женщины — Крекшина
- 1930 — Земля — дочь Опанаса
- 1942 — Александр Пархоменко — Нина, жена Пархоменко

### Режиссёр

#### Художественные фильмы
- 1939 — Щорс (совм. с А. П. Довженко)
- 1948 — Мичурин (сорежиссёр)
- 1951 — Прощай, Америка! (совм. с А. П. Довженко)
- 1953 — Егор Булычов и другие (фильм-спектакль) (совм. с Б. Е. Захавой)
- 1954 — Родимые пятна (киноальманах) (новелла «Ревизоры поневоле»)
- 1958 — Поэма о море
- 1960 — Повесть пламенных лет
- 1964 — Зачарованная Десна
- 1967 — Незабываемое
- 1969 — Золотые ворота
- 1974 — Такие высокие горы
- 1979 — Мир в трёх измерениях

#### Документальные фильмы
- 1940 — Буковина — земля украинская (документальный, совм. с А. П. Довженко)
- 1943 — Битва за нашу Советскую Украину (документальный, совм. с А. П. Довженко, Я. П. Авдеенко)
- 1945 — Победа на Правобережной Украине (документальный, совм. с А. П. Довженко, Я. П. Авдеенко)

### Прочее
- 1935 — Аэроград (ассистент режиссёра)
- 1973 — Звенигора (режиссёр восстановления)

### Сценарист
- 1969 — Золотые ворота (совм. с В. Ф. Кареном)

### Участие в фильмах
- 1961 — Юлия Солнцева (документальный)
- 1981 — Юлия Солнцева. Последнее интервью (документальный)

## Звания и награды
- Заслуженная артистка РСФСР (1935)
- Народная артистка РСФСР (1964)
- Народная артистка СССР (1981)
- Сталинская премия второй степени (1949) — за фильм «Мичурин» (1948)[8]
- Орден Ленина
- Орден Трудового Красного Знамени
- Орден «Знак Почёта» (1950)
- Медаль «За доблестный труд в Великой Отечественной войне 1941—1945 гг.»
- Медаль «Ветеран труда»
- Медаль «В память 800-летия Москвы»
- Медаль «За доблестный труд. В ознаменование 100-летия со дня рождения Владимира Ильича Ленина»[9]
- Всесоюзный кинофестиваль в Киеве (Особый почётный диплом, фильм «Поэма о море», 1959)
- Каннский кинофестиваль (Приз за лучшую режиссуру, фильм «Повесть пламенных лет», 1961)
- МКФ в Лондоне (Почётный диплом, фильм «Поэма о море», 1962)
- МКФ в Сан-Себастьяне (Специальный диплом жюри «За художественные и технические достоинства фильма», фильм «Зачарованная Десна», 1965)
- Медаль «Золотой Лев святого Марка» (Венецианская выставка книги, за участие в оформлении книги-фильма «Земля», 1975)
- Золотая медаль имени А. П. Довженко (за фильм «Мир в трёх измерениях», 1980).